# Wolfsbühl (Wilburgstetten)
Wolfsbühl ist ein Gemeindeteil der Gemeinde Wilburgstetten im Landkreis Ansbach (Mittelfranken, Bayern). Wolfsbühl liegt in der Gemarkung Wilburgstetten.

## Geografie
Nördlich des Dorfes verläuft der Limes. Im Osten befindet sich der Weiltinger Forst. Eine Gemeindeverbindungsstraße führt nach Greiselbach zur Bundesstraße 25 (1,3 km südlich) bzw. zur Staatsstraße 2385 bei Wilburgstetten (0,7 km nördlich).

## Geschichte
Die Fraisch über Veitsweiler war umstritten. Sie wurde sowohl vom ansbachischen Oberamt Wassertrüdingen als auch vom oettingen-spielbergischen Oberamt Aufkirchen beansprucht. Die Dorf- und Gemeindeherrschaft sowie die Grundherrschaft hatte das württembergische Oberamt Weiltingen. Gegen Ende des 18. Jahrhunderts bestand der Ort aus 11 Söldengüter mit 7 Untertansfamilien.
Mit dem Gemeindeedikt wurde der Ort dem 1811 gebildeten Steuerdistrikt und Ruralgemeinde Veitsweiler zugewiesen. Mit dem Zweiten Gemeindeedikt (1818) kam Wolfsbühl an die Gemeinde Wilburgstetten.

### Einwohnerentwicklung
| Jahr      | 001818 | 001840 | 001861 | 001871 | 001885 | 001900 | 001925 | 001950 | 001961 | 001970 | 001987 | 002005 | 002015 |
| Einwohner | 57     | 75     | 72     | 88     | 53     | 72     | 64     | 76     | 86     | 91     | 92     | *92    | *100   |
| Häuser    | 11     | 13     |        |        | 14     | 14     | 13     | 14     | 18     |        | 23     |        |        |
| Quelle    | [ 12 ] | [ 13 ] | [ 14 ] | [ 15 ] | [ 16 ] | [ 17 ] | [ 18 ] | [ 19 ] | [ 20 ] | [ 21 ] | [ 22 ] | [ 1 ]  | [ 1 ]  |

## Religion
Der Ort ist römisch-katholisch geprägt und bis heute nach St. Margareta (Wilburgstetten) gepfarrt. Die Protestanten sind nach St. Stephan (Greiselbach) gepfarrt.